# Томас Вулф
Томас Клейтон Вулф (англ. Thomas Clayton Wolfe, нар. 3 жовтня 1900, Ешвіль, Північна Кароліна, США — пом. 15 вересня 1938, Балтимор, Меріленд, США) — американський письменник, представник «втраченого покоління».

## Біографія
Томас Вулф був восьмою, наймолодшою дитиною у сім'ї Вільяма Олівера Вулфа (1851—1922) і його дружини Джулії Елізабет Весталь (1860—1945). Батько Вулфа був різьбярем каменю і мав успішний бізнес — майстерню могильних пам'ятників, а мати займалася продажем нерухомості.
У 15 років Вулф почав навчатися в Університеті Північної Кароліни в Чапел-Гілл. У 1919 році він записався на курс драматургії. Закінчивши університет у 1920 році, він відразу вступив до Гарвардського університету, де також займався драматургією. У 1922 році Вулф отримав ступінь магістра Гарвардського університету, у 1924—1931 роках періодично викладав англійську мову в Нью-Йоркському університеті.
Після закінчення Гарвардського університету Вулф почав писати п'єси, але йому не вдавалося продати свої твори через їх занадто великий об'єм. У 1924 році він подорожував по Європі, відвідав Англію, Францію, Італію та Швейцарію, продовжуючи писати. Після повернення у 1925 році до США він познайомився з Аліною Бернстайн (1880—1955), театральним сценографом, дружиною успішного брокера, з яким вона мала двох дітей. У жовтні 1925 року вони стали коханцями, їхні стосунки тривали п'ять років. Незважаючи на бурхливий, часто скандальний характер тих стосунків, Аліна Бернстайн мала потужний вплив на Вулфа, заохочуючи його писати та підтримуючи фінансово його творчість. Вулф присвятив їй свій перший роман «Поглянь на свою домівку, Янголе», який вийшов у 1929 році значною мірою завдяки допомозі Максвелла Перкінса, редактора видавництва Charles Scribner's Sons (Сини Чарльза Скрібнера). Стосунки Вулфа і Перкінса описані у романі «Макс Перкінс: Редактор генія» (1978) Ендрю Скотта Берга, на основі якого був знятий фільмі «Геній». Другий роман Вулфа «Про час і про ріку» вийшов 1935 року. Перкінс постійно наполягав на необхідності суттєвого скорочення обсягу романів задля того, щоб їх можна було видати з комерційним успіхом. Вплив редакторських вимог Перкінса на зміст романів Вулфа широко обговорювався після виходу вже першого його роману, і залишається складним питанням, оскільки Вулф дуже суттєво скорочував свої романи, щоб їх можна було опублікувати, як це розумів Перкінс. Ще два романи «Павутина і скеля» і «Додому нема вороття» були видані після смерті письменника.
У липні 1938 року, під час подорожі національними парками на заході США, Вулф захворів на пневмонію, що зрештою перейшла у міліарний туберкульоз. 6 вересня Томас Вулф помер у лікарні Джонса Гопкінса в Балтіморі за 18 днів до свого 38-річчя. Похований у місті Ешвіл (Північна Кароліна, США), де народився.

## Романи
- «Подивись на свою домівку, Янголе» / англ. Look Homeward, Angel[en] (1929)
- «Про час і про ріку» / англ. Of Time and the River[en] (1935)
- «Павутина і скеля» / англ. The Web and the Rock[en] (1939)
- «Додому нема вороття» / англ. You Can't Go Home Again[en] (1940)

## Українські переклади
- Томас Вулф. Додому нема вороття: урив. з роману / З англ. переклав Еміль Клименко // Журнал «Всесвіт» 1973. — № 5-7.

## Цікаво
- 2016 : 16 лютого на Берлінському міжнародному кінофестивалі, а в Україні — 14 липня[3], відбулася прем'єра стрічки «Геній» про непросту дружбу редактора Максвела Перкінса і письменника Томаса Вулфа за романом «Макс Перкінс: Редактор генія» (1978) Ендрю Скота Берга.